# Südtiroler Primel
Die Südtiroler Primel (Primula tyrolensis) ist eine Pflanzenart, die zur Gattung der Primeln (Primula) innerhalb der Familie Primelgewächse (Primulaceae) gehört.

## Beschreibung

### Vegetative Merkmale
Die Südtiroler Primel wächst als ausdauernde krautige Pflanze und erreicht Wuchshöhen bis zu 5 Zentimetern. Sie ist mit klebrigen, farblosen und bis zu 0,4 Millimeter langen Drüsenhaaren dicht bedeckt.
Alle Laubblätter sind in einer grundständigen Rosette angeordnet. Die einfache, fleischige, dunkel-grüne und etwas glänzende Blattspreite ist bei einer Länge von 1 bis 3,5 Zentimetern sowie einer Breite von 0,5 bis 2 Zentimetern rundlich bis eiförmig und verschmälern sich rasch in den blattstiel. Ihre vordere Hälfte ist fein gezähnt oder beinahe ganzrandig.

### Generative Merkmale
Die Blütezeit reicht von Mai bis Juli. Der Blütenstandsschaft ist so lang wie die Laubblätter. Die Tragblätter sind bei einer Länge bis zu 8 Millimetern schmal-lanzettlich. Der Blütenstand enthält nur ein bis zwei fast sitzende Blüten.
Die zwittrige Blüte ist radiärsymmetrisch und fünfzählig mit doppelter Blütenhülle. Die fünf 4 bis 8 Millimeter langen Kelchblätter sind bis zur Hälfte ihrer Länge verwachsen und die fünf Kelchzähne sind eiförmig. Die Krone ist rosa- bis karminrot, ihr Durchmesser ist 15 bis 25 Millimeter und sie besitzt einen weißen, drüsenhaarigen Schlund und ausgerandete Kronlappen. Die Kronröhre ist 7 bis 10 Millimeter lang und länger als der Kelch.
Die Kapselfrucht ist 2,5 bis 4 Millimeter lang. Die Samen sind scharfkantig und glatt.

## Vorkommen
Dieser Endemit kommt nur in den südöstlichen Dolomiten vor. Die Südtiroler Primel gedeiht in Höhenlagen von 1000 bis 2300 Metern auf Kalkfelsen.

## Taxonomie
Die Erstbeschreibung von Primula tyrolensis erfolgte durch Heinrich Wilhelm Schott in Sippen Österr. Primeln 13, 1851.

## Belege
- Gunter Steinbach (Hrsg.): Alpenblumen (Steinbachs Naturführer). Mosaik Verlag, München 1996, ISBN 3-576-10558-1.